# Alexander Mack
Alexander Mack (approx. 27 juillet 1679 [a] – 19 janvier 1735) est le fondateur (avec sept autres piétistes radicaux) et le premier pasteur des Frères de Schwarzenau (ou Baptistes allemands). La fondation de cette communauté religieuse a eu lieu en 1708 à Schwartzenau, Wittgenstein qui fait aujourd'hui partie de la commune de Bad Berleburg, en Rhénanie du Nord-Westphalie. Vers 1720, Mack et toute la communauté des Frères de Schwartzenau ont émigré aux États-Unis en plusieurs vagues et y ont créé une dénomination chrétienne toujours active aujourd'hui, l'Église des Frères. 

## Biographie

### Jeunesse et fondation de la communauté des Frères

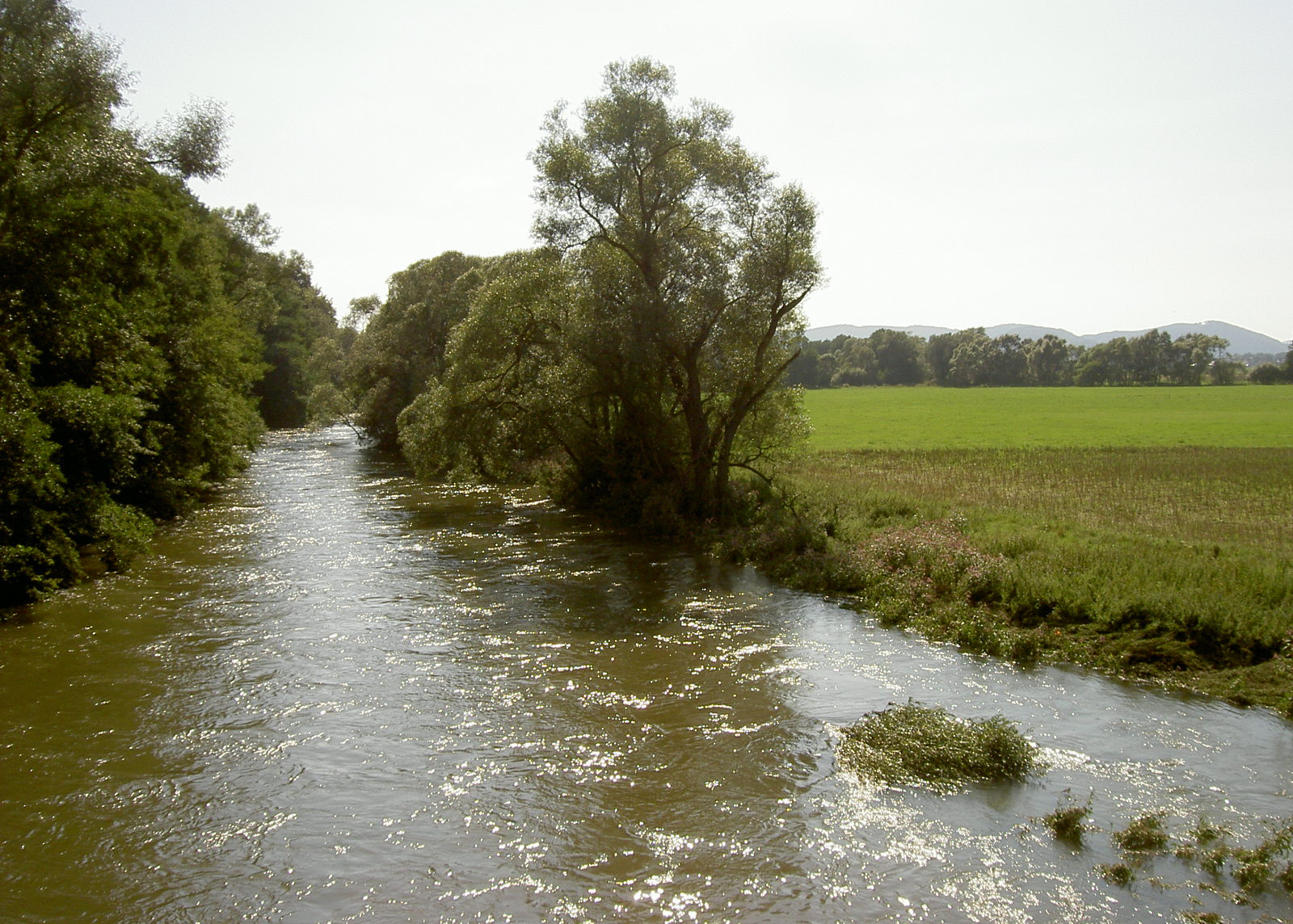
Le baptême de Mack aux côtés de sept autres piétistes radicaux dans l'Eder marque la fondation de la communauté des Frères.

Alexander Mack est né à Schriesheim, ville située à l'époque dans le Palatinat du Rhin, et aujourd'hui dans le Bade-Wurtemberg. Il était le troisième fils d'un riche meunier, Johann Phillip Mack et de sa femme Christina Fillbrun Mack, qui était aussi membre du conseil municipal et conseiller presbytéral de la paroisse réformée locale. Alexander a donc été baptisé dans l'église réformée locale le 27 juillet 1679. Les Mack sont restés à Schriesheim tout au long de la Guerre de Neuf Ans, cherchant refuge par intermittence dans les collines du pays pour échapper à la soldatesque. À la fin de ses études, Alexander Mack reprend le moulin familial avec so frère. Il épouse la fille d'un notable de la ville, Anna Margarethe Kling, le 18 janvier 1701. En 1705, les Mack sont touchés par le mouvement piétiste dirigé localement par Ernst Christoph Hochmann von Hochnau et ils commencent à recevoir dans la clandestinité à leur domicile un conventicule piétiste, c'est-à-dire un groupe d'étude biblique et de prière. Ce groupe qui se ferait connaître ultérieurement comme la communauté des Frères de Schwarzenau comprenait initialement quatre autres hommes et trois femmes. 
Le piétisme était mal vu des autorités religieuses et séculières, car il ne rentrait pas dans le cadre de la religion d’État officielle (dans le Saint-Empire, chaque prince déterminait quelle était la religion officielle dans ses États.) Sur le plan théologique, il était sous le feu des critiques de l'orthodoxie luthérienne au point d'être parfois persécuté. Les Mack se trouvent donc en conflit avec les autorités locales et quittent Schriesheim en 1706 pour éviter d'être emprisonné. Ils se réfugient d'abord à Zuzenhausen où ils résident sous l'étiquette d'anabaptistes avec Hochmann von Hochenau, son compagnon Christian Erb et d'autres personnes partageant les mêmes idées. S'étant ensuite déplacés vers Mannheim, ils y sont arrêtés et expulsés après un interrogatoire. Le mouvement piétiste radical du Palatinat a quant à lui continué à se développer malgré les mesures de persécution, notamment à Schriesheim qui en était un centre actif.
Au début des années 1700, le comte Henrich Albrecht Sayn-Wittgenstein fournissait un refuge aux dissidents religieux d'autres États allemands et d'ailleurs, particulièrement des piétistes radicaux. Beaucoup se sont installés autour du petit village de Schwarzenau, parmi lesquels la famille Mack et son groupe. 
En 1708, s'étant convaincu de la nécessité du baptême des adultes, le groupe a décidé de se baptiser, en tirant au sort celui qui baptiserait d'abord Alexander Mack, lequel baptiserait ensuite les autres dans l'Eder. On les connaît dès lors sous le nom d'"anabaptistes de Schwarzenau" (Schwarzenauer Neutäufer).
En 1711, la communauté s'est développée dans la région voisine de Vettéravie. En 1715, ce groupe se déplace à Krefeld, où les anabaptistes mennonites sont tolérés depuis longtemps. 

### Émigration vers les États-Unis
En 1719, 20 familles de la congrégation de Krefeld émigrent en Pennsylvanie sous la conduite de Peter Becker et s'installent dans la colonie de Germantown, qui avait été fondée par des émigrants allemands venus de Krefeld, pour y trouver la liberté religieuse. 
De son côté, la congrégation mère de Schwarzenau subit également une pression croissante à partir de 1719. En 720, 40 familles de la congrégation quittent alors la région de Schwaezenau et s'installent d'abord à Surhuisterveen, dans la province néerlandaise de Frise. Mais la communauté des Frères en Frise se trouve appauvrie et peine à se maintenir. En 1729, Mack et environ 30 familles de Frères émigrent à leur tour vers Germantown. D'autres suivent dans les années 1730. Après 1740, toute trace des Neutäufer restants en Allemagne est perdue. Certains ont pu rejoindre des communautés mennonites et d'autres continuer à vivre en tant que séparatistes. 
L'arrivée du groupe de migrants conduit par Alexander Mack a immédiatement apporté une vitalité renouvelée et un renfort numérique aux Frères américains, qui étaient devenus moins actifs depuis leur migration. Le leadership de Mack a joué un rôle essentiel dans le maintien de cette vitalité, et elle s'est sensiblement relâchée à sa mort en 1735, malgré la succession assurée à la tête de la communauté par son fils Alexander Mack le jeune.

## Enseignements et écrits
Avant la formation de toute doctrine stricte, les frères de Schwarzenau ont épousé plusieurs principes fondamentaux qui définiraient le mouvement des frères, y compris un rejet de toute coercition dans la religion (comme le baptême des enfants), considérant les rites et les ordonnances chrétiens comme un moyen de grâce, et l'ensemble du Nouveau Testament comme seul credo et discipline de leur église. Mack était un universaliste (croyant que tous les humains seraient réconciliés avec Dieu et sauvés) , et un pacifiste strict.

## Postérité
- Le couple Mack a eu deux fils, dont Alexander Mack le jeune qui a pris la direction de la communauté et future église des Frères après la mort de son père en 1735.
- L'Église des Frères (en anglais Church of the Brethren), dénomination chrétienne évangélique anabaptiste basée aux États-Unis, provient du ministère d'Alexander Mack. Elle compte 600 000 membres.
- L'école (maintenant fermée) de Schwarzenau avait été baptisée du nom d'Alexander Mack[9]. Cette localité fait maintenant partie de la ville de Bad Berleburg dans le district de Siegen-Wittgenstein dans l'état de Rhénanie-du-Nord-Westphalie.

### Note
- ^ Certaines sources (par exemple Schulz 1954) citent cette date comme la date de naissance d'Alexander Mack, et d'autres comme sa date de baptême (par exemple Eberly; Willoughby 1991, p. 1).

### Écrits d'Alexander Mack
- (en) Alexander Mack et William R. Eberly (éditeur du texte), The Complete Writings of Alexander Mack, Winona Lake, Indiana, Brethren Missionary Herald Company (BMH), 1991 (1re éd. 1708–1720) (ISBN 0-936693-12-6)
  - (en) William G. Willoughby, The Complete Writings of Alexander Mack, 1991, « The Life of Alexander Mack », p. 1–6

### Publications à propos d'Alexander Mack
- (de) Ursula Grebe et Fritz Krämer (dir.), Wittgenstein, vol. Volume II, Balve, Allemagne, 1965, « Warum Alexander-Mack-Schule? (Pourquoi une école Alexander Mack? », p. 36–41
- (de) Ulf Lückel, Johannes Burkardt (dir.) et Bernd Hey (dir.), Von Wittgenstein in die Welt: Radikale Frömmigkeit und religiöse Toleranz [« De Wittgenstein vers le monde entier : piété radicale et tolérance religieuse »], Bielefeld, Allemagne, 2009 (ISBN 978-3-7858-0452-0), « Die Anfänge des radikalen Pietismus in Wittgenstein (Les débuts du pétisme radical à Wittgenstein) », p. 41–68
- Lawrence W. Schulz, Schwarzenau Yesterday and Today [« Schwarzenau hier et aujourd'hui »], Winona Lake, Indiana, Light and Life Press, 1954
- (en) F.E. Stoeffler, Continental Pietism and Early American Christianity [« Le piétisme continental et les débuts du christianisme en Amérique »], Wipf & Stock, 2007 (ISBN 978-1-55635-226-3, lire en ligne)
- (en) Dale R. Stoffer, Background and Development of Brethren Doctrines 1650–1987 [« Contexte et développement des doctrines des Frères, 1650-1987 »], vol. 2, Philadelphie, Pennsylvania, États-Unis, Brethren Encyclopedia, Inc., coll. « Brethren Encyclopedia Monograph Series », 1989, 1re éd. (ISBN 0-936693-22-3)
- (en) F. Ankrum, Alexander Mack: the Tunker, and descendants [« Alexander Mack, l'anabaptiste, et sa postérité »], Herald Press, 1943 (lire en ligne)
- (en) William G. Willoughby, Counting the cost: the life of Alexander Mack, 1679-1735 [« Faire les comptes : la vie d'Alexander Mack (1679-1735) »], Brethren Press, 1979 (ISBN 087178159X)